# 王恩多
王恩多（1944年11月—），中国生物化学与分子生物学家。中国科学院上海生命科学研究院生物化学与细胞生物学研究所研究员。

## 生平
1944年生于重庆。1969年和1981年中国科学院上海生物化学研究所研究生毕业，1981年获硕士学位。2005年当选为中国科学院院士。2008年起担任全国人大代表。